# 深堀
深堀（ふかほり）は、長崎県長崎市の地域である。旧・西彼杵郡深堀村。
深堀地区（長崎市役所深堀地域センター管内）の人口は6,676人（2018年2月末日現在、住民基本台帳）。

## 概要
長崎市南西部の地域である。長崎港の南端部にあたる。
1955年1月1日に旧・西彼杵郡深堀村が編入合併されたことにより長崎市の市域に含まれることになった。

## 町
1955年の長崎市編入以降、1956年末までは2大字をそのまま用い、翌1957年1月1日、町名設置を実施した。
| 1889年→1955年         | 1957年                   | 現在               |
| --------------------- | ------------------------ | ------------------ |
| 深堀村→長崎市大字深堀 | 長崎市深堀町1丁目～6丁目 | 深堀町1丁目～6丁目 |
| 深堀村→長崎市大字大籠 | 長崎市大籠町             | 大籠町             |

### 現在の町
大籠町（おおごもり）
海岸部の赤土・中央部の大籠・山間部の善長の3集落からなるが、それぞれ人口が少なく、現在自治会はひとつである。赤土は漁業集落・大籠と善長は農業集落であったが、現在は市街への通勤者が多い。特産品は善長いも（さつまいも）。また、善長は江戸時代は隠れキリシタンの里で、名所として善長谷教会がある。
深堀町1丁目～6丁目（ふかほり）
県道29号線が縦断し、土井首と香焼を結ぶ。海岸部は古くから造船業が盛んである。また、全体的に住宅地が多い。1丁目は、中央部に商業地区が形成されている。それより北側は戸泊集落や、三菱などの工場が立地、南側は深堀団地・深堀中学校がある。2丁目は永江・亀ヶ崎・船津集落。船津に深堀郵便局がある。3丁目は鍛冶町集落。4丁目は古城・山口集落。5丁目は本町・川内集落。市役所深堀支所・深堀小学校も立地する。また、香焼町との間に広がる埋立地も5丁目に属する。こちらは主に造船所である。6丁目は有海（あるみ）の漁業集落である。

## 交通

### 鉄道・バス
- 長崎自動車（長崎バス）

### 道路
- 長崎県道29号香焼江川線
- 長崎県道224号深堀三和線

## 施設

### 公共
- 長崎市役所深堀地域センター[2]

### 教育機関
- 長崎市立深堀中学校[3]
- 長崎市立深堀小学校[4]

### 商業
- フレスポ深堀[5]

### 金融機関等
- 十八親和銀行深堀支店[6]
- 十八親和銀行深堀中央支店[7]
- 日本郵便 深堀郵便局[8]
- 長崎三菱信用組合深堀支店[9]